# Zarathustra (album)
Zarathustra è il primo album in studio del gruppo musicale italiano Museo Rosenbach, pubblicato nel 1973 dalla Ricordi.

## Il disco
Basato sull'opera Così parlò Zarathustra del filosofo tedesco Friedrich Nietzsche, le musiche sono state curate dal bassista Alberto Moreno, mentre i testi dal collaboratore esterno Mauro La Luce. Il lato A del vinile è completamente occupato dalla lunga suite Zarathustra, mentre il lato B include i tre brani restanti, che si ricollegano tematicamente alla prima parte secondo quella formula del concept album tanto cara ai gruppi di rock progressivo.
Il disco fu un insuccesso commerciale soprattutto a causa del boicottaggio della Rai, che diffidava del gruppo a causa dei temi trattati (la citazione da Nietzsche avrebbe potuto rimandare a ideologie di estrema destra) e del busto di Mussolini presente tra i tasselli che compongono il collage in copertina, opera dell'illustratore Caesar Monti.
Questo disco, essendo raro, è molto costoso. È stato ristampato in tre versioni: due, entrambe con la copertina apribile, in Italia dalla Contempo e una, con la copertina singola, in Giappone.

## Influenze culturali
Il gruppo musicale Il Tempio delle Clessidre sceglie il proprio nome richiamandosi alla quinta traccia omonima di questo album.

## Tracce
Lato A
1. Zarathustra – 20:47

Lato B
1. Degli uomini – 4:07
2. Della natura – 8:31
3. Dell'eterno ritorno – 6:19

## Formazione
- Stefano "Lupo" Galifi – voce
- Enzo Merogno – chitarra elettrica ed acustica, cori
- Alberto Moreno – basso, pianoforte
- Pit Corradi – mellotron, organo Hammond, sintetizzatore, vibrafono, piano elettrico Farfisa
- Giancarlo Golzi – batteria, percussioni, timpani, campane tubolari, cori